# Владолюбство
Владолю́бство — інстинкт паразитизму, використовування здатностей і сил інших людей на задоволення власних цілей; згубна прикмета людського роду, що веде до диктатур, війн і різних злочинів.

## Неморальність влади заради влади
Якщо людина намагається здобути владу, то дуже рідко керують нею ідеальні мотиви служби, коли влада приходить не як здобуте силою право, а як важкий обов'язок. Балтійський філософ Кайзерлінг писав: «Ніяка земна влада не встановилася без злочину, ніяка не втрималася без насильства, — закон її диявольський, не Божий… Коли людина віддається духові владолюбності, вона робиться сатанічною…» («Подорож філософа» II, ст, 352-53).

## Застереження християнства щодо влади
Тому й Христос навчав:
«Більший між вами нехай буде вам слугою. Хто ж нестиметься вгору, принизиться, а хто принизиться, піде вгору» (Матв. ХХІТІ, 11 — 12).
«Коли хто хоче першим: бути, нехай буде зі усіх останнім і всім слугою». (МаІгка, IX, 35)
І християнський філософ Бердяєв писав у своїй книжці: «Нове Середньовіччя»: «Всяке владолюбство — гріх. Владолюбство Людовика XIV чи Миколи І такий же гріх, як владолюбство Робесп'єра або Леніна. Влада — це обов'язок (який накладається достойнішому й найвідданішоїму, Є. О.), а не право, і влада буває справедлива тільки тоді, коли її здобувають не у власному імені, а в імені Бога, в імені Правди…» (ст. 153).

## Владолюбство як характеристика Московії
Автор «Історії Русів», (з кін XVIII ст.) так описував устами Менґлі-Гірея (племінник Іслям-Гірея) московське владолюбство, що від неї стільки натерпілась Україна:
"…Пригадати слід причепливість їх (москалів, Є. О.) за самі дрібниці та вигадки, за які вони вели безглузду й довголітню чвару й війну з шведами… Пригадати треба жадобу їх до владолюбства та домагань, за якими вони привлащують навіть самі царства…, імперії Грецьку й Римську, укравши на той кінець державний герб царств тих, себто орла двоголового, що у спадщину, буцімто князеві їхньому Володимирові, зятеві царя грецького Костянтина Мономаха дістався, хоч той Володимир був направду князь руський, київський а не московський… Пригадаймо, нарешті несталість правління царського і винищування самих царів, що з них кількох вони самі злочинно замучили, а одного продали полякам на заріз. А доведено вже, що де немає сталої релігії і добрих звичаїв, там і правління сталого бути не може, і русаки ваші плазуватимуть між москалями, як вівці поміж вовками… (ст. 182-83). Так, ніби відмовляв Менґлі-Гірей Богдана Хмельницького від злуки з Москвою.